# Praevalitana

Situación de Praevalitana en la zona balcánica.

Praevalitana es el nombre de una antigua provincia romana situada en el territorio de los actuales países de Montenegro, Serbia, Kosovo y Albania.

## Historia
Esta provincia fue creada durante el mandato del emperador romano Diocleciano, quien había nacido en este territorio, en las reformas surgidas a partir de la Tetrarquía. Estaba situada al sureste de Dalmacia y en 379 pasó a la Prefectura Pretoriana de Ilírico como parte de la diócesis de Dacia.
Algunas ciudades sobresalientes fueron Dioclea, Scodra (como capital), Anderva, Acruvium, Risunium o Butua. Así como Siperantum (Peja), que a partir del siglo V-IX también fue conocida como Pescium/Episkion (Ciudad Episcopal).

## Véase también

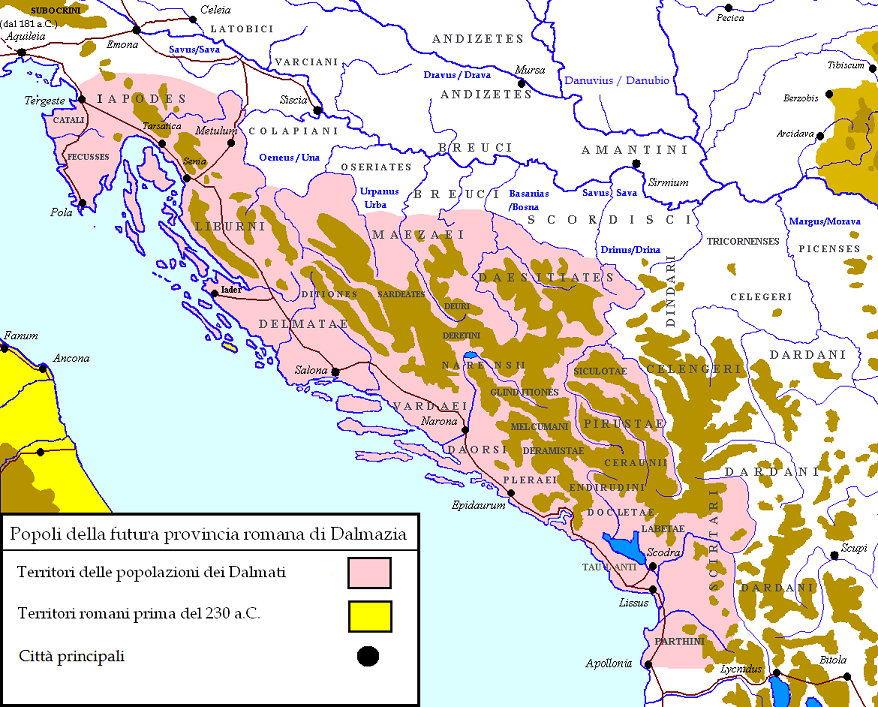
Tribus situadas en la región balcánica.